# Vinícius Campos
Vinicius Campos (São Paulo, 12 de abril de 1980) é um ator, escritor e apresentador brasileiro.            
Mais conhecido como Vini, protagoniza a série Nivis - amigos de outro mundo, do Disney Júnior. Fez dupla por muitos anos com Estela Ribeiro na apresentação do intervalo educativo Playhouse Disney, A Casa do Disney Júnior, e Parquinho no canal por assinatura Disney Channel e também no Disney Junior.

## Biografia
Logo cedo dizia aos pais que faria faculdade de palhaço, mas com o tempo decidiu se tornar ator. Aos 15 anos começou a fazer comerciais de TV. Foram mais de 120 comerciais. Em 2000 se formou como ator no Studio Fátima Toledo, importante preparadora de atores para cinema.
Fez quatro anos de teatro no circuito profissional de São Paulo e participou da novela Marisol (telenovela brasileira) do SBT.
Buscando mais qualificação profissional, Vinicius estudou jornalismo e em 2003 se formou pela Universidade Anhembi Morumbi. Logo foi contratado pela TV Câmara de SP onde apresentou o programa "Chega Mais" e atuou como repórter do canal.
Em 2005 Vini mudou-se para Buenos Aires com o objetivo de aprender espanhol. Menos de dois anos estreou seu programa no canal "Utilísima" (canal que é transmitido em toda América).
Vinicius também é autor e tem oito livros publicados no Brasil e dois na Argentina. Seu livro mais recente é o Rita e o manual para ser astronauta da Editora Melhoramentos. Seu livro de maior sucesso é O Amor nos Tempos do Blog, da Editora Companhia das Letras, e já teve mais de quinze reimpressões.

## Trabalhos

### Cinema
| Ano  | Título        | Papel         |
| ---- | ------------- | ------------- |
| 2000 | De Cara Limpa | Eduardo (Edu) |

### Televisão
| Ano     | Título                      | Papel        |
| ------- | --------------------------- | ------------ |
| 2002    | Marisol                     |              |
| 2011-13 | A Casa do Disney Júnior     | Apresentador |
| 2019    | Nivis, amigos de otro mundo | Vini         |